# Phare de Dongquan
Le phare de Dongquan (Chinois traditionnel:東犬燈塔 ; pinyin:Dōngquǎn Dēngtǎ) ou phare de l’île de Dongju (Chinois traditionnel:東莒島燈塔 ; pinyin: Dōngjǔ Dǎo Dēngtǎ) est un phare de l’île Dongju  dans le canton de Juguang, au sein du comté de Lienchiang à Taïwan.

## Histoire
Le phare a été construit par l'Empire britannique en 1872 pour guider les navires à destination de Fuzhou au cours de la dynastie Qing lorsque ces derniers furent forcés d'ouvrir quatre autres ports pour le commerce extérieur. Il a été désigné site historique de deuxième classe en 1988 par le ministère de l'Intérieur,. Jusqu'en 2013, le phare relevait de l'administration des douanes du ministère des Finances avant d'être géré par le Bureau maritime et portuaire du ministère des Transports et des Communications. 

## Architecture
Le phare est relié au bâtiment annexe des bureaux par un mur coupe-vent de 30 mètres de long. 

## Caractéristiques
Le phare abrite le musée du phare, ouvert en juin 2008 dans un bâtiment de style anglais. Un programme d'artiste en résidence basé au phare a été mis en place en juin 2019.  

## Spécifications techniques
Il peut émettre un faisceau de lumière visible jusqu'à 16,7 milles marins. 
Identifiant : ARLHS : TAI-032 ; Admiralty : P3634 . NGA :  19132.